# Thomas Brown (naturalista)
Thomas Brown (Perth, 1785 – 1862) è stato un naturalista e malacologo britannico.
Divenne conservatore del Museo di Manchester nel 1838. Scrisse numerosi libri di storia naturale riguardanti soprattutto le conchiglie. Fu membro della Società linneana di Londra e delle società Werneriana, Kirwaniana e Frenologica. Fu inoltre presidente della Royal Physical Society.
Alcide Dessalines d'Orbigny (1802-1857) gli dedicò la conchiglia Zebina browniana nel 1842.

## Alcune opere
- Illustrations of the American ornithology of Alexander Wilson e Charles Lucien Bonaparte (1831-1835). Queste illustrazioni si trovano nei tre volumi della «Jameson edition» pubblicati tra il 1801 e il 1814.
- The book of butterflies, sphinxes, and moths: illustrated by ninety-six engravings, coloured after nature (1832).
- The taxidermist's manual, or, The art of collecting, preparing and preserving objects of natural history (Archibald Fullarton, Glasgow, 1833).
- The conchologist's text-book, embracing the arrangements of Jean-Baptiste de Lamarck and Linnaeus, with a glossary of technical terms (illustrato con 90 tavole, 1833).
- Illustrations of The Fossil Conchology Of Great Britain And Ireland, With Descriptions And Localities (1849).